# Massy (stokerij)
Massy is een stokerij in Houthalen. In 1905 startte Lambert Massy een limonadefabriek op in Hasselt die later op andere locaties evolueerde tot stokerij.

## Geschiedenis[2]
Lambert Massy begon in 1905 als limonadefabrikant. Hij maakte gebruik van Duitse aroma's en extracten. Al snel ging hij deze aroma's en extracten ook gebruiken in alcohol en startte een stokerij. Massy stelde in 1920 zes arbeiders tewerk. In 1931 kocht hij het gravenhuis van Duvivier in Hasselt en begon daar een handel in likeuren en jenevers. Massy kocht in 1938 het hôtel de l'Industrie aan de Stationsstraat 118 in Houthalen en verbouwde het tot woonhuis en likeurfabriek. Zijn zoon Julien (1923-2006) werd zaakvoerder in 1949. Een derde generatie (schoonzonen Peter Beerten en Ronny Wouters) trad aan vanaf 1996 die het bedrijf omvormden tot N.V. en naar de Hofstraat verhuisde. Vanaf 2004 produceerde men Hasseltse jenever. Het is een koude stokerij; dit betekent dat ze hun alcohol inkopen en deze versnijden tot verschillende producten. 
De vierde generatie verhuisde het bedrijf naar het industrieterrein in Houthalen-Oost. Tonio Idea Bilzen werd in 2015 overgenomen.

## Producten
Massy produceert anno 2023 tweehonderd verschillende alcoholische dranken. Hun Hasseltse graanjenever wordt gemaakt op basis van graanalcohol, Hasseltse moutwijn en jeneverbessen.
Enkele van hun producten zijn:
- Massy's Jenever Oude Klare 30°
- Zeer Oude Jenever 40°
- Heeborrel 38°, een kruidenlikeur gemaakt voor de Houthalense Bakkersgilde
- Massy's Oude Graanjenever 36°
- paardenmelklikeur, de enige in België